# Towarzystwo Uniwersytetu Robotniczego

Znak Towarzystwa Uniwersytetu Robotniczego

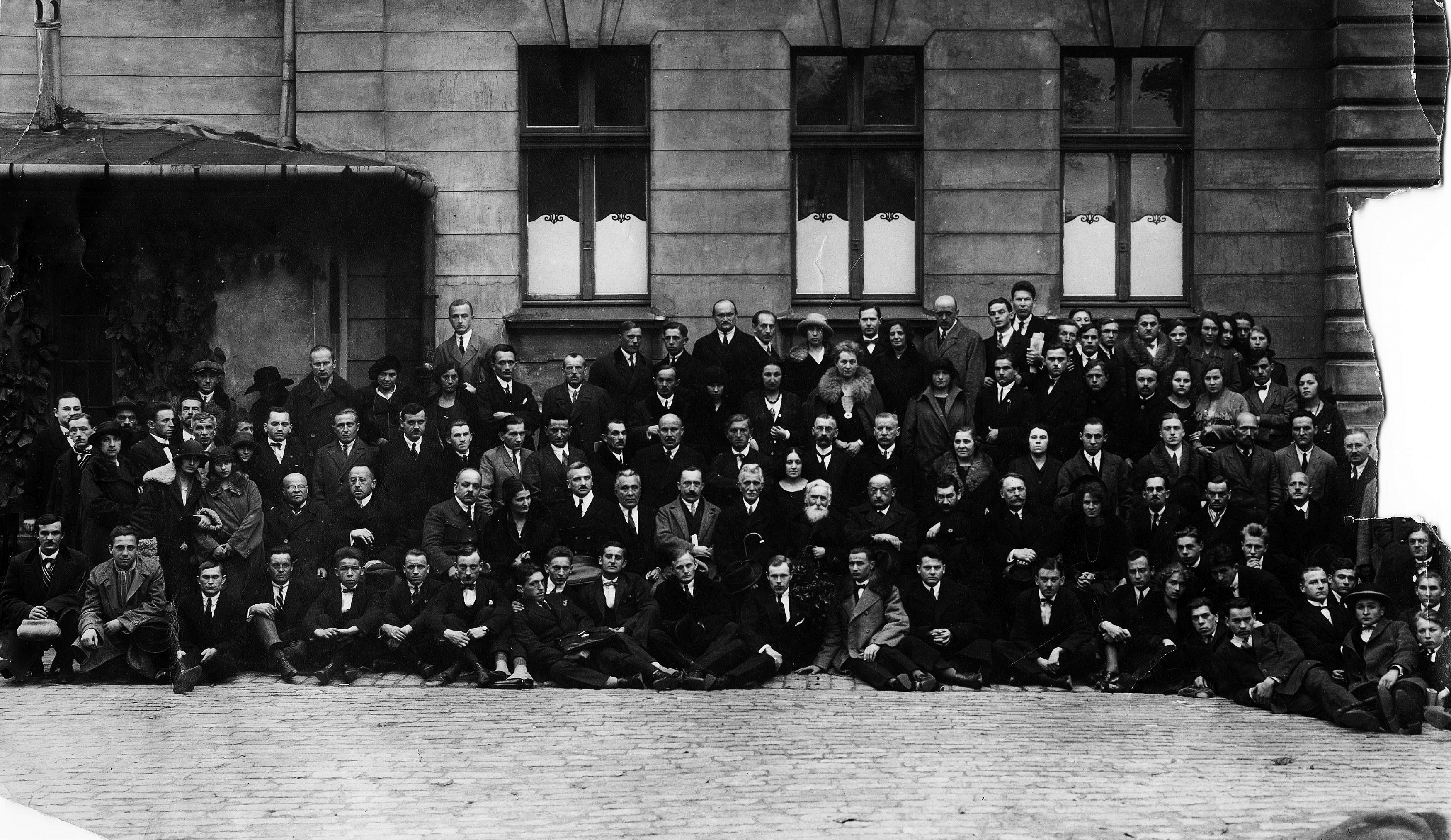
Uczestnicy I Zjazdu Towarzystwa Uniwersytetu Robotniczego. Widoczni m.in. Bolesław Limanowski, Ignacy Daszyński, Kazimierz Czapiński, Feliks Perl, Stanisław Posner

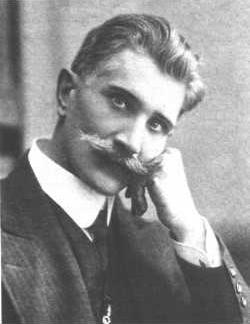
Ignacy Żegota Ewaryst Daszyński

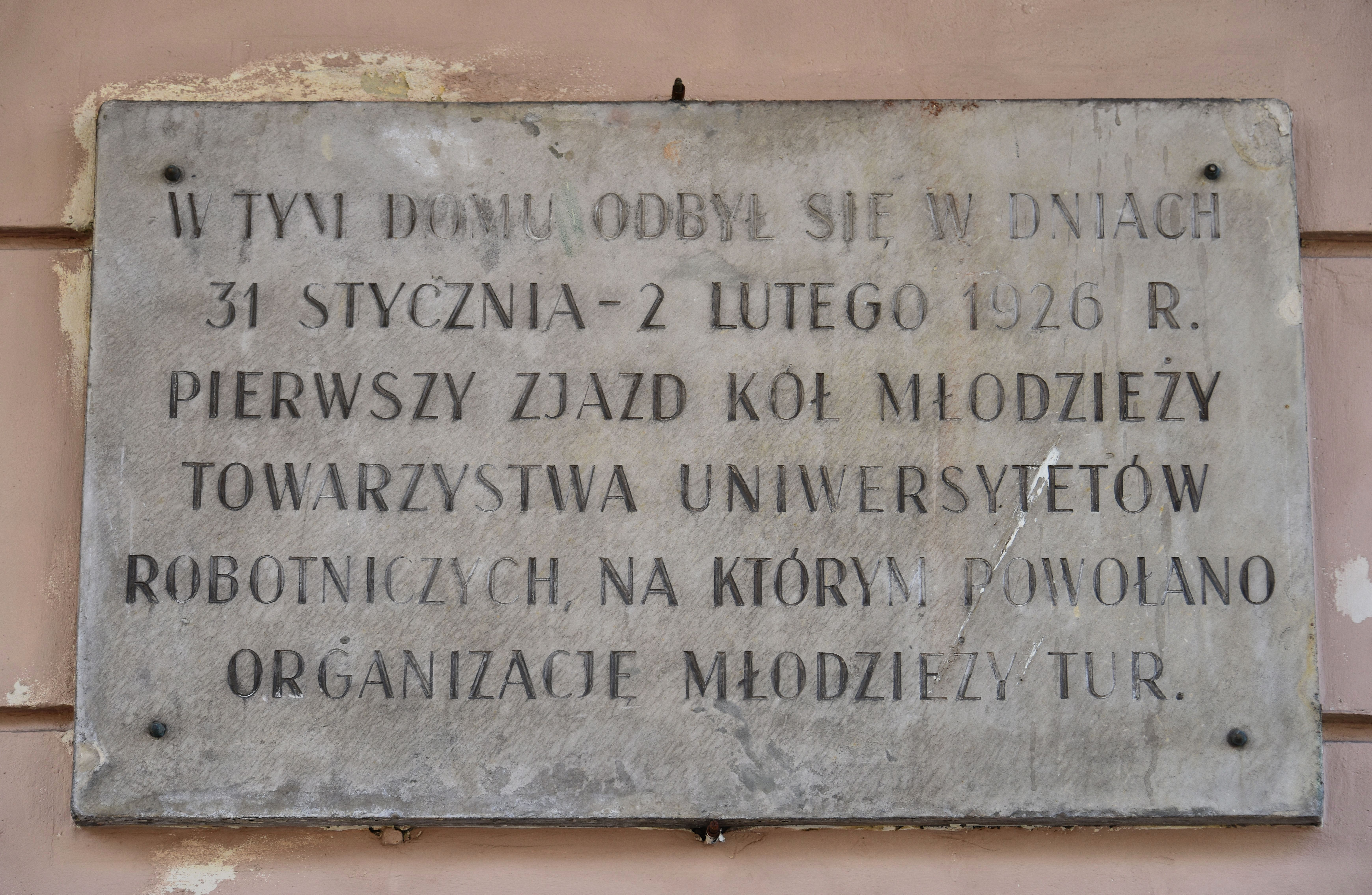
Tablica upamiętniająca Pierwszy Zjazd Kół Młodzieży TUR, na którym powołano Organizację Młodzieży TUR, na budynku przy Alejach Jerozolimskich 30 w Warszawie

Towarzystwo Uniwersytetu Robotniczego (TUR) – socjalistyczna organizacja oświatowo-kulturalna, działająca w latach 1923–1948; odnowiona w 2001 roku.

## Historia
TUR powstało na mocy uchwały Rady Naczelnej PPS z 21 grudnia 1922 roku z inicjatywy Ignacego Daszyńskiego. Pierwsze zebranie organizacyjne Towarzystwa Uniwersytetu Robotniczego odbyło się 21 stycznia 1923 roku pod przewodnictwem senatora Bolesława Limanowskiego i posła Ignacego Daszyńskiego. Wybrano Zarząd Główny w składzie: Ignacy Daszyński (przewodniczący), senator Stefan Kopciński (wiceprzewodniczący, sekretarz generalny), Tadeusz Hołówko (sekretarz), poseł Zygmunt Piotrowski (skarbnik), członkowie: Tadeusz Szpotański, Iza Zielińska, Andrzej Strug, Ksawery Prauss, Stanisław Posner, Kazimierz Czapiński, Tadeusz Reger, Zygmunt Klemensiewicz, Robert Froehlich, Maria Kelles-Krauz, Józef Dziuba.
Organizacja zajmowała się samokształceniem, organizacją akcji odczytowych, działalnością wydawniczą, animowała ruch artystyczny wśród robotników. Organizowała także uniwersytety powszechne.
Najwyższą władzą był Zjazd (do 1939 roku odbyło się osiem zjazdów), który wybierał Zarząd Główny, Komisję Rewizyjną i Sąd TUR. Podstawową jednostką był Oddział TUR kierowany przez Zarząd. Oddziały mogły tworzyć Okręgi TUR. W Zarządzie Głównym TUR istniał Sekretariat Generalny oraz komisje problemowe i sekcje. Organizacjami autonomicznymi w ramach TUR były Czerwone Harcerstwo Towarzystwa Uniwersytetu Robotniczego oraz Organizacja Młodzieży Towarzystwa Uniwersytetu Robotniczego.
Przewodniczący Zarządu Głównego: Ignacy Daszyński (1923–1936), Kazimierz Czapiński (1936–1939). 15 sierpnia 1938 roku TUR liczył 209 oddziałów, zrzeszając ok. 10 tys. członków. TUR funkcjonował również na terenie Francji gdzie posiadał ok. 100 kół i 2,5 tys. członków.
Organizacja została odbudowana w 1944 roku przez „lubelską” PPS. W latach tych (1945–1949) przewodniczącym TUR był Włodzimierz Sokorski, natomiast sekretarzem generalnym Kazimierz Wojciechowski. TUR w roku 1948 liczyło 197 oddziałów, w tym wojewódzkie i powiatowe. Prowadziło 2 teatry zawodowe, Wyższą Szkołę Nauk Społecznych w Krakowie, 281 placówek oświatowych, w tym 18 szkół pracy społecznej i 68 uniwersytetów powszechnych; kursy korespondencyjne, rozbudowane poradnictwo samokształceniowe, sieć ruchomych bibliotek. W latach 1945–1948 TUR wydawało miesięcznik „Wiedza i Życie”.
10 grudnia 1948 roku TUR połączone zostało z Towarzystwem Uniwersytetów Ludowych (TUL) tworząc Towarzystwo Uniwersytetów Robotniczych i Ludowych. 17 kwietnia 1950 roku TURiL rozwiązano. W jego miejsce powołano Towarzystwo Wiedzy Powszechnej. Szereg agend TUR włączono do kulturalno-oświatowej działalności KCZZ. TUR działał też do lat pięćdziesiątych na emigracji w ramach emigracyjnej PPS. W roku 1956 organizowano próby reaktywowania Towarzystwa w Polsce.
W 2001 roku TUR został reaktywowany z siedzibą w Poznaniu. Prezesem Zarządu Głównego jest Jan Turski. Działa (zarejestrowany odrębnie) Zarząd Wojewódzki im. Lidii i Adama Ciołkoszów w Krakowie (przewodniczący dr Andrzej Gajzler), który prowadzi Policealną Szkołę Zawodową TUR im. A. i L. Ciołkoszów w Krakowie oraz Ośrodek Kształcenia Ustawicznego TUR.

## Upamiętnienie
- Tablica upamiętniająca Pierwszy Zjazd Kół Młodzieży TUR, na którym powołano Organizację Młodzieży TUR, wmurowana w latach 50. XX wieku na budynku przy Alejach Jerozolimskich 30 w Warszawie[7].